# Авгеринос, Афанасий Аристоменович
Афана́сий Аристоме́нович Авгерино́с (греч. Θανάσης Αυγερινός, настоящая фамилия Цио́лиас; род. 28 мая 1966, Зографос, Греция) — греческий и российский журналист, бывший корреспондент Афинского информационного агентства в Москве, ныне корреспондент греческого телеканала Open TV.

## Биография
Родился 28 мая 1966 в городе Зографосе, первым ребёнком в семье Аристомениса и Елены Циолиасов.
Начал вести журналистскую деятельность в России в 1992 году, будучи помощником тогдашнего корреспондента АИА в Москве Дмитрия Констандакопулоса.
В 1995 году окончил журналистский факультет Московского государственного университета имени М. В. Ломоносова.
Один из основателей Русско-греческой лаборатории по культуре и информации «Агора», с 2007 году издающей журнала «Эллада», главным редактором которого является Авгеринос.
С 2007 году работал корреспондентом АИА в Москве, в 2015 году уволен президентом АИА Михалисом Псилосом.
В настоящее время работает в телеканале Open TV, принадлежащее греческому бизнесмену и предпринимателю Ивану Саввиди.
В мае 2022 году включён в базе данных «Миротворец» как участник пресс-тура по оккупированным территориям Украины.